# Čtverec
V geometrii je čtverec pravidelný čtyřúhelník. Jedná se tedy o rovinný útvar ohraničený čtyřmi shodnými úsečkami, jehož všechny vnitřní úhly jsou shodné (a mají tudíž velikost 90°).
Přeneseně má čtverec v algebře význam druhé mocniny, protože obsah čtverce je roven druhé mocnině délky jeho strany, například čtverec vzdálenosti chápeme jako druhá mocnina vzdálenosti.
Analogií čtverce ve třech dimenzích je krychle, ve čtyřech dimenzích pak teserakt.

## Vlastnosti
- Čtverec je pravoúhlý rovnostranný rovnoběžník.
- Všechny vnitřní úhly jsou pravé → pravoúhlý.
- Všechny strany jsou shodné → rovnostranný.
- Protilehlé strany jsou rovnoběžné → rovnoběžník.
- Úhlopříčky čtverce jsou shodné a navzájem kolmé, půlí jeho úhly i sebe navzájem.
- Čtverci lze jakožto pravidelnému mnohoúhelníku opsat i vepsat kružnici, je to zároveň tětivový čtyřúhelník i tečnový čtyřúhelník. Je to tedy dvojstředový čtyřúhelník a středy kružnice opsané i vepsané splývají.
- Čtverec (jako zvláštní případ obdélníka) má ze všech obdélníků s daným obvodem největší obsah a ze všech obdélníků s daným obsahem nejmenší obvod.
- Euklidovskou rovinu lze definovat jako dvojrozměrný prostor, v němž existuje čtverec.
- Bez ohledu na jeho zobrazení (stojící na jednom ze svých rohů nebo natočený rohem k pozorovateli) zůstává čtverec čtvercem a nemění se v kosočtverec[1].
- Někdy bývá považován za zvláštní případ obdélníku (pravoúhlý rovnoběžník) nebo kosočtverce (rovnostranný rovnoběžník).

## Vzorce
Pomocí délky strany čtverce {\displaystyle a} lze vyjádřit
- obvod
{\displaystyle \ O=4a}
- obsah
{\displaystyle \ S=a^{2}}
- délka úhlopříčky
{\displaystyle u=a{\sqrt {2}}}
- poloměr kružnice opsané
{\displaystyle r_{1}={\frac {u}{2}}}
- poloměr kružnice vepsané
{\displaystyle r_{2}={\frac {a}{2}}}